# Plats de David
Vous pouvez aider à l'améliorer ou bien discuter des problèmes sur sa page de discussion.
- Certaines informations devraient être mieux reliées aux sources mentionnées dans la bibliographie ou les liens externes. Améliorez sa vérifiabilité en les associant par des références. (Marqué depuis janvier 2020)
- Il n’est pas rédigé dans un style encyclopédique. (Marqué depuis janvier 2020)

Pour les articles homonymes, voir David.
Les plats de David (« the David Plates »), ou assiettes de David, sont neuf plats d'argent d'origine byzantine datant du VIIe siècle gravés de différentes figures relatant l'histoire de la vie du roi David représenté en train de conquérir Jérusalem et l’Égypte. Six de ces plats sont conservés au Metropolitan Museum de New York, les autres au musée archéologique de Nicosie à Chypre.

## Origine
La haute qualité des plats indique une production de ces derniers au sein des ateliers du palais de Constantinople, qui avait le monopole de la fabrication de certains produits de luxe, les standards de production de métaux étant très élevés au VIIe siècle.

## Style artistique et usage des assiettes
À plusieurs reprises le rendu artistique des assiettes est comparé avec le style appelé théodosien, faisant référence au gouvernement de Théodose Ier (379-395). Les costumes, armures et traits du visages des personnages sont marqués par la délicatesse et la finesse. Pour effectuer ce rendu, les orfèvres ont dû utiliser plusieurs techniques telles que poinçonnage, gravure et ciselure. Cependant, sur aucune des assiettes ne sont gravés les noms des artistes. Les figures bibliques sur les assiettes portent les costumes du début de l’empire byzantin, suggérant au spectateur que, comme Saul et David, Héraclius est un souverain choisi par Dieu. À la fin de la période romaine et au début de la période byzantine, il était courant lors des banquets d’utiliser des services à plats élaborés et qui généralement étaient décorés de thèmes classiques, pour souligner la richesse de ceux qui les possèdent. Venant appuyer cette idée, il a été trouvé en Russie un plat provenant d’une autre possible série de David, ce qui suggère que beaucoup de services ont pu être réalisés pour la distribution impériale comme c’était le cas avec le largitto dishes[incompréhensible]. Les assiettes sont de différentes tailles. Les moyennes et les petites étaient sans doute destinées à entourer la plus grande où se trouve représentée la scène décrivant la bataille de David et Goliath. L'arrangement des neuf assiettes semble suivre l'ordre biblique des événements, et leur affichage peut avoir été conforme à un Christo gramme, pour le nom du Christ.

## Contexte historique

### La guerre à des fins religieuses
La scène où David combat Goliath renvoie à la victoire d’Héraclius contre le chef des armées perses sassanides en 627, date se rapprochant de celle de création des plats entre 629 et 630 apr. J.-C.Des témoignages contemporains byzantins montrent que la motivation de la guerre menée par Héraclius contre les sassanides, est principalement religieuse. Trois sources ont retenu l’attention des chercheurs.
Le premier a été écrit par George de Pisidie, un proche d’Héraclius qui l’accompagna lors de sa première campagne contre les Perses. Il écrit un encomium (un éloge), décrivant les positions idéologiques byzantines sur la guerre. Dans ce poème, l’empereur est décrit sous des traits similaires avec les personnages bibliques, mais aussi historiques et méthodologiques.
La deuxième source est écrite par l’empereur lui-même qui a été lue le 15 mai 628 à l'église Sainte-Sophie. La lettre relate les événements de février, mars et début avril, notamment la chute et la mort de Khosro. Héraclius y appelle son peuple à louer le seigneur et à se réjouir : « car l'arrogant Khosro, qui a combattu contre Dieu, est tombé. ». Selon Héraclius, Khosro a été vaincu puisqu’il n’a pas cru en Dieu, montrant ainsi de la part de l’empereur sa foi invétérée.
Le troisième texte est le sermon prononcé par Theodore Synkellos le 7 août 627 pour commémorer le siège de Constantinople en 626. Le but principal de l’écrivain est de démontrer que les prophéties de l'Ancien Testament concernant la destruction de Jérusalem s'appliquent à Constantinople. Pour affirmer sa thèse, il donne plusieurs exemples : les Perses et les Avars sont associés avec la Syrie et la Samarie ; Constantinople avec Jérusalem, ou encore que le destin de Constantinople ait été prédit dans les conquêtes de Jérusalem par Nabuchodonosor en 587 avant J.-C., et par les Romains sous Titus en 70 après J.-C.

### Comparaison avec Constantin
Les scènes représentées sur les plats sont souvent mises en parallèle avec les exploits de l'empereur. Ces trois textes contemporains relatent le lien fort auquel était associé l'empereur avec ses « ancêtres » et sa croyance ferme et immuable envers Dieu : le Christ.
Dans un premier temps, l'ancêtre historique avec qui l'empereur byzantin se rapproche dans les faits et la foi chrétienne se trouve être avec le premier empereur chrétien : Constantin.
Comme Constantin avait rendu l'empire romain sans danger pour les chrétiens, Héraclius a, à son tour, rendu la terre-sainte sans danger pour eux. Tout comme Constantin, qui avait trouvé la Vraie Croix et construit l’église du Saint-Sépulcre, Héraclius, pour sa part, ayant vaincu les Perses, réinventa la croix, marcha triomphalement dans Jérusalem et la restitua de nouveau au sanctuaire du Saint-Sépulcre. De plus, Constantin avait aidé à financer l'érection de monuments chrétiens à Jérusalem, et Héraclius a également œuvré pour la restauration des monuments détruits par les Perses et a assuré le financement de ces travaux. Ainsi, à travers ces actes Héraclius est placé en tant que nouveau Constantin.

### Relation avec la vie du roi David
Dans un second temps, Héraclius a suivi les traces d’un prédécesseur encore beaucoup plus éloigné que Constantin et de manière encore plus visible que ce dernier; il s’agit du personnage biblique de David. Ni David ni Héraclius ne sont arrivés sur leurs trônes par succession et ils eurent à se battre pour mériter leur place. David a été oint roi de Juda par les hommes de Juda à Hébron (2 Samuel 2.4) où il a dû auparavant combattre le fils survivant de Saül, Ish-boshet, qui était roi d'Israël (2 Samuel 2.9). Héraclius, comme indiqué précédemment, est arrivé au pouvoir lors de la révolte contre Phocas. Par ailleurs, tous deux sont décrits comme ayant été élus par Dieu : David était choisi et élu par le Seigneur selon les passages bibliques (1 Samuel 16.13; 2 Samuel 6.21) et Héraclius, selon le texte de George de Pisidie, a été choisi par la Parole de Dieu, étant décrit comme possédant la sagesse. Ils sont décrits comme des « héros invincibles » dotés de force physique : David dut redouter le géant Goliath et Héraclius, l’empereur Phocas qui l’a précédé et Khosro, l’empereur sassanide. Les deux hommes se sont battus pour la légitimité de leurs croyances car les ennemis des deux côtés avaient emporté les symboles sacrés des deux religions ne croyant pas d'une part, en la divinité des israélites, et, d'autre part, au Dieu des byzantins. Tous deux, sont parvenus à récupérer les objets essentiels à la vie spirituelle de leurs peuples des mains des malfaisants. Ils ont en commun d’avoir installé les trésors de leurs religions à Jérusalem : David a introduit l'arche et Héraclius a reproduit la vraie croix et l’a déposé dans son sanctuaire. De plus David et Héraclius ont eu des problèmes personnels dans leurs mariages qui leur ont valu une condamnation publique. David, a commis l’adultère avec Bath-Shéba dont le prophète Nathan a été envoyé de Dieu pour le réprimander et l'avertir des malheurs qui allaient descendre sur sa descendance et son règne. Après s’être déjà marié une première fois, Héraclius de son côté s’est engagé à épouser Martina[Laquelle ?], la fille de sa sœur. Il fut donc condamné comme incestueux. Et tout comme le prophète Nathan qui est venu avertir David de son péché, le patriarche Serge est venu également à Héraclius pour freiner cette union « non canonique ». En raison de leurs mariages dépassant la bienséance, David et Héraclius ont eu des problèmes lors de la succession.
À travers les nombreux points communs qui rassemblent Héraclius au personnage biblique, l’auteur de journal Speculum suppose que l’empereur byzantin était au courant de son identification avec David et a agi de manière à la renforcer. D’ailleurs, Héraclius a été jusqu’à même nommer un de ses fils David. Dans sa quête de reconstruire et d’aménager Jérusalem, Héraclius semble évoquer un parallèle beaucoup plus profond avec ses prédécesseurs tant avec Constantin, David et même le Christ.

### Articles annexes
- Art byzantin
- Guerre perso-byzantine de 602-628
- David (roi d'Israël)